# 395124 Astonepia
395124 Astonepia este o planetă minoră (asteroid) din centura de asteroizi. A fost descoperită pe 10 decembrie 2009 la osservatorio astronomico della Montagna Pistoiese⁠(d) de . 
Obiectul prezintă o orbită caracterizată de o semiaxă mare de 2,2120917670855 UAi, o excentricitate de 0,089626103712466, o înclinație de 4,082569936175 ° în raport cu ecliptica.